# Migros
Migros (pronunciación en alemán: /ˈmiɡro/) es la empresa minorista más grande de Suiza, su mayor cadena de supermercados y su mayor empleador. También es uno de los cuarenta minoristas más grandes del mundo. Está estructurado en forma de federación cooperativa (Federación de Cooperativas Migros), con más de dos millones de socios.
Cofundó el minorista más grande de Turquía, Migros Türk, que se independizó de Migros Suiza en 1975.
El nombre proviene del francés "mi" para medio o medio camino y "gros", que significa mayorista. Por lo tanto, la palabra connota precios que se encuentran a medio camino entre el minorista y el mayorista. El logotipo de la empresa es una M. Migros grande de color naranja a menudo se la denomina "der orange Riese", es decir, "el gigante naranja" (alemán: oranger Riese, francés: géant orange, italiano: gigante arancio), una expresión presuntamente tomada de Alemania, donde Deutsche Telekom a menudo se conoce como "der rosa Riese", es decir, "el gigante rosa".

## Historia
Migros fue fundada en 1925 en Zúrich como una empresa privada por Gottlieb Duttweiler, quien tuvo la idea de vender solo seis alimentos básicos a bajos precios a propietarios que, en esos días, no tenían fácil acceso a mercados de ningún tipo. Al principio vendía sólo café, arroz, azúcar, pasta, aceite de coco y jabón en cinco camiones que iban de un pueblo o caserío a otro. La estrategia de recortar el comercio intermedio y sus márgenes provocó la amplia resistencia de sus competidores que incitaron a los productores a boicotearlo. Como reacción a esta amenaza, Migros comenzó a crear su propia línea de productos comenzando con carne, leche y chocolate.

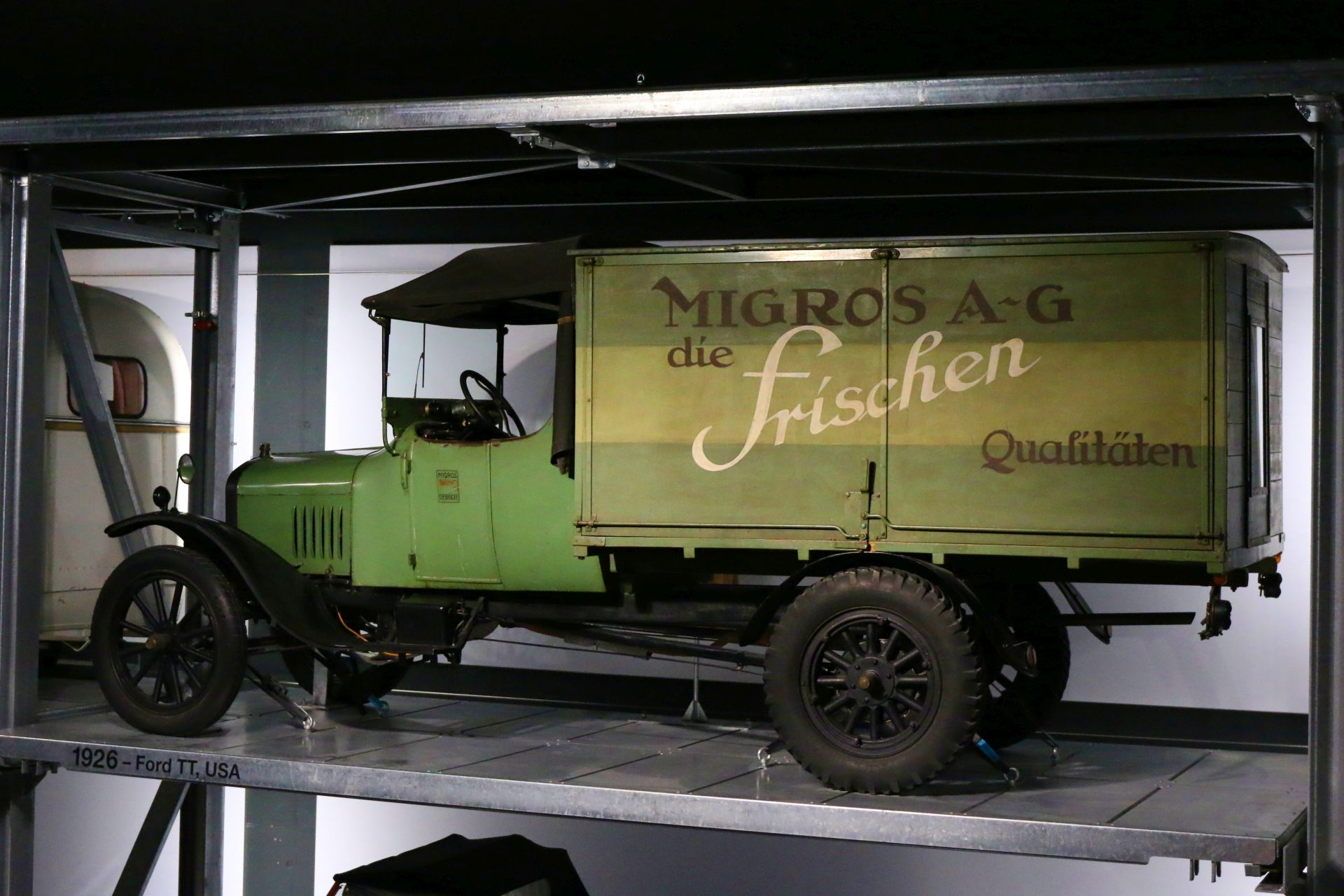
Ford TT de la empresa Migros desde 1926

Más tarde, él y sus conductores ampliaron su inventario y, en 1926, Gottlieb Duttweiler construyó su primer mercado, también en Zürich. Su segunda tienda, en Ticino, presagiaba el futuro ya que fue fundada como cooperativa. Para 1941, el emprendedor enérgico había construido varios mercados pero, en ese año, básicamente entregó el negocio a sus clientes transformando todo, desde sus empresas privadas en cooperativas regionales, encabezadas por la Federación de Cooperativas de Migros (alemán: Migros- Genossenschafts-Bund, francés: Fédération des coopératives Migros, italiano: Federazione delle cooperative Migros).
Ya en 1935, Duttweiler mostró su entusiasmo por la expansión al fundar la agencia de viajes Hotelplan. En 1942, la marca Migros se aplicó a una revista semanal, Wir Brückenbauer (ahora conocida como Migros Magazin). Otras empresas fueron restaurantes en 1952, gasolineras (Migrol) en 1954, escuelas de idiomas (Eurocentres) en 1956, el Migros Bank en 1957 y una compañía de seguros en 1959.
En nombre de Migros Genossenschafts-Bund, Reederei Zürich AG, con sede en Zúrich, encargó en el astillero H. C. Stülcken Sohn de Hamburgo, Alemania, el carguero Adele que fue botado en Hamburgo el 15 de julio de 1952; el barco fue bautizado por Adele Duttweiler, la esposa de Gottlieb Duttweiler.
En 1954, Migros ingresó al mercado turco, formando Migros Türk en asociación con el Ayuntamiento de Estambul. Se vendió al conglomerado turco Koç Holding en 1975 y es el minorista más grande de Turquía. Entre 2008 y 2011, Koç Holding vendió la mayor parte de sus acciones de Migros Türk a BC Partners.
Migros abrió su primer supermercado extranjero en la región fronteriza de Francia, en Thoiry, en 1993, y su primer parque recreativo, Säntispark, en Abtwil en Saint Gallen, en 1986.
En 1995, Migros presentó su etiqueta orgánica "Migros Bio" (cuyos productos suizos siguen las pautas de Bio Suisse). En 2017, agregó una etiqueta específica para productos orgánicos que contienen al menos el 90% de ingredientes suizos ("Migros Bio Suisse").
En octubre de 2012, Migros se expandió en el mercado alemán al adquirir la cadena de tiendas de alimentos de Hesse Tegut. En el mismo año, Migros abrió la primera tienda suiza de la cadena alemana de supermercados orgánicos Alnatura. En 2013, sin embargo, la empresa anunció la venta, a partir de octubre de 2013, al grupo minorista REWE de sus cuatro tiendas de la marca Migros en Alemania, que había establecido en 1995 (Lörrach) y posteriormente.
En 2016, Migros anunció que dejarán progresivamente de distribuir bolsas de plástico gratuitas (en la caja). Migros probó previamente la medida en el cantón de Vaud desde 2013: redujeron el número de bolsas de plástico distribuidas en un noventa por ciento (y ahorraron 100.000 francos por año). Migros será el primero en introducir la medida en todo el país, el 1 de noviembre de 2016 (las bolsas se fabricarán con plástico reciclado y costarán 0,05 francos suizos cada una). También anunciaron que no ganarán dinero con bolsas pagadas, pero que las ganancias de su venta se invertirán en proyectos ambientales.

### Filosofía
Gottlieb Duttweiler estaba preocupado por la salud de sus clientes y decidió que Migros no vendería bebidas alcohólicas ni tabaco. Todavía es el caso hoy; aunque Denner, propiedad del grupo Migros, vende bebidas alcohólicas y cigarrillos.
A continuación se resumen algunas características de Migros y su filosofía "responsable":
- No vende bebidas alcohólicas ni tabaco;
- No paga ningún dividendo;
- Si el beneficio antes de intereses e impuestos (EBIT) alcanza el 5% del valor de mercado de la empresa, los supermercados tienen que bajar sus precios;
- Organizada como una cooperativa (federación de cooperativas regionales), con más de dos millones de accionistas;
- Todos los adultos que viven en Suiza pueden convertirse en miembros (recibir una parte gratis) y votar en la asamblea general;
- Utiliza el 0,5% de sus ingresos a proyectos sociales y culturales.

Adèle y Gottlieb Duttweiler también escribieron sus "quince tesis" (1950) que, sin ser legalmente vinculantes, son una herencia ética de Migros. Contiene valores y orientaciones como el objetivo de "servir a la comunidad", "El principio general que profesamos es colocar a las personas en el centro de la economía" y "El interés general se colocará por encima de los intereses de las cooperativas de Migros".

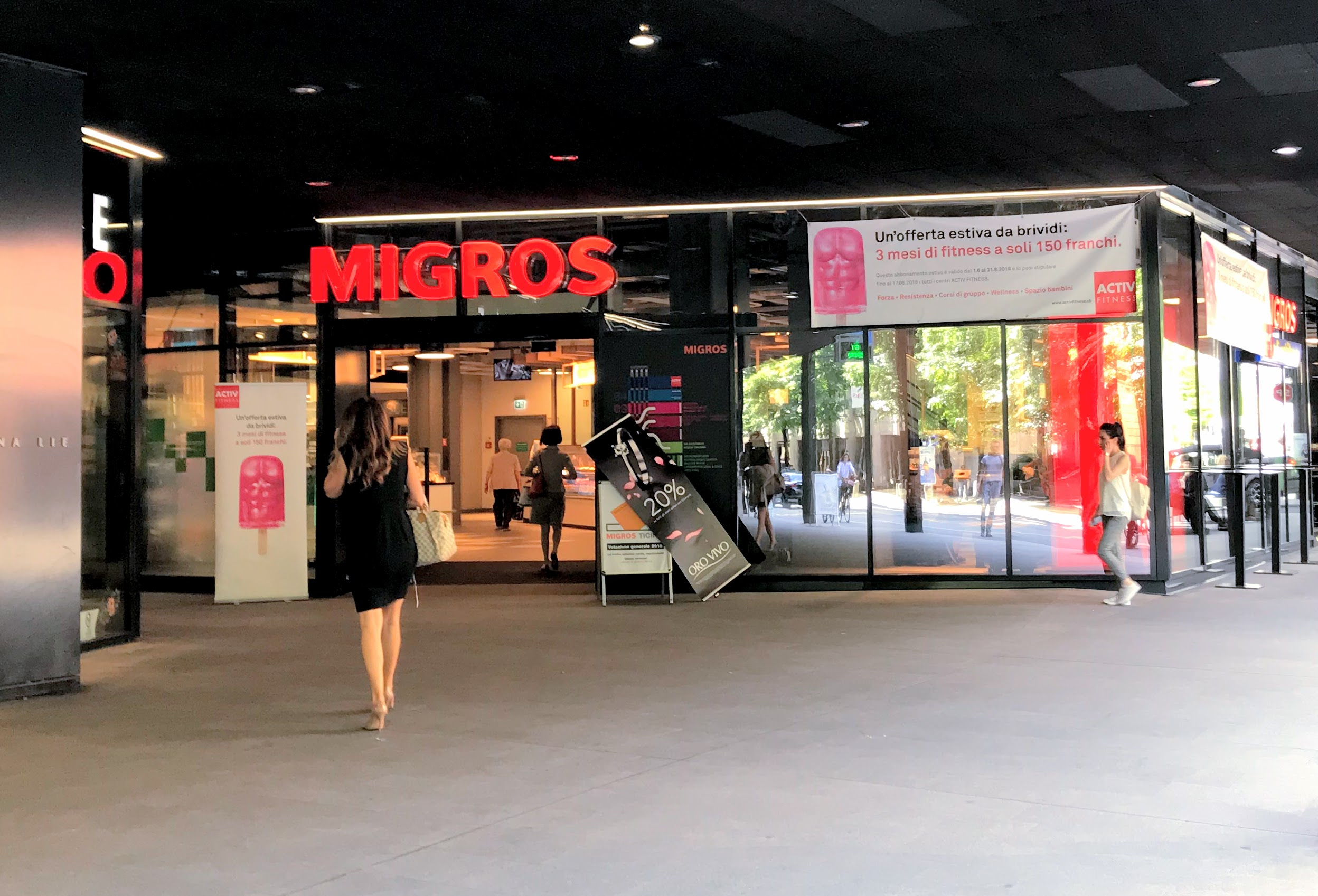
Un supermercado Migros en Lugano, Suiza

## Actualidad

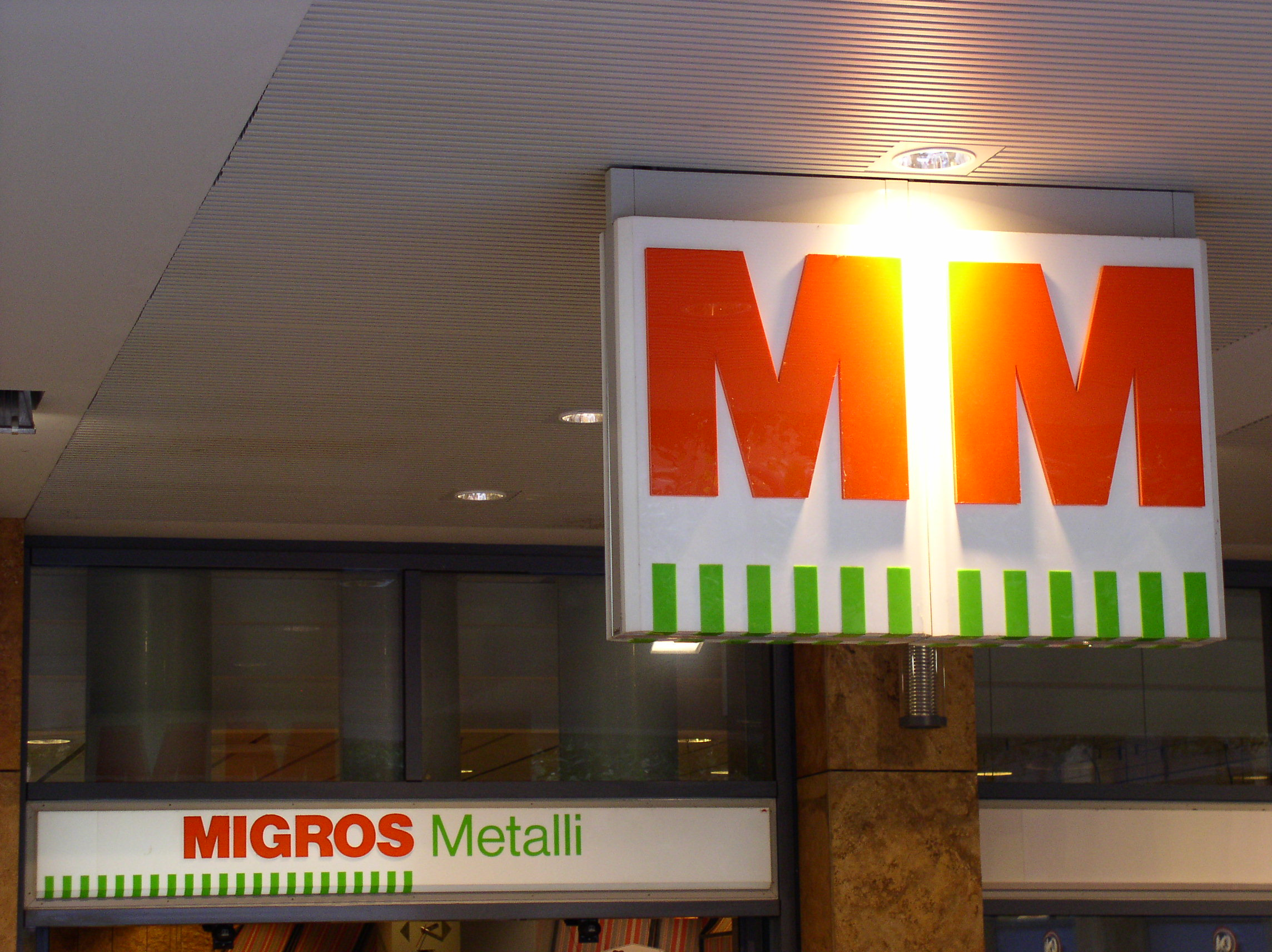
La parte delantera de una tienda Migros en el centro comercial Metalli Zug, Suiza

A día de hoy, Migros mantiene la sociedad cooperativa como su forma de organización. Una gran parte de la población suiza son miembros de la cooperativa Migros: alrededor de 2 millones de la población total de Suiza de 7,2 millones, convirtiendo así a Migros en una cadena de supermercados propiedad de sus clientes. Más del 90% del surtido de productos es producido por noventa subsidiarias de Migros.
Reflejando el altruismo de su fundador, Migros opera una serie de escuelas nocturnas para adultos que trabajan, con clases de cocina, idiomas y otras materias. Se ha comprometido a gastar el uno por ciento de su facturación anual en la financiación de proyectos culturales en sentido amplio; la suborganización que se ocupa de esto se llama Migros Kulturprozent ("porcentaje cultural"). En 2011, se pagó una cantidad de 117 millones de francos suizos para financiar este propósito. Un ejemplo de la actividad de Kulturprozent es su propio sello discográfico, Musiques Suisses, que a menudo presenta obras poco conocidas de la historia de la música suiza.
Los supermercados se clasifican en las tres clases de tamaño de M, MM y MMM. La tarjeta de fidelidad de la empresa es la tarjeta M-cumulus (un juego de palabras acumular y un tipo de formación de nubes).
Migros adquirió cierta notoriedad en 1977 cuando despidió a su crítico interno más severo, Hans A. Pestalozzi.

### M-Budget y Migros Sélection

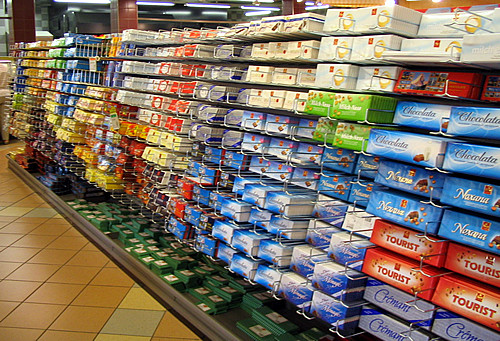
Un pasillo de chocolate (Frey) en una sucursal de Migros en Interlaken. El chocolate M-Budget es visible en el estante inferior.

En 1996, influenciado por los rangos presupuestarios en las cadenas de supermercados en Australia, Migros realizó su gama de presupuestos denominada M-Budget con setenta productos dirigidos a personas de bajos ingresos y familias numerosas. Ahora ha crecido a 330 productos que incluyen bicicletas de montaña, tablas de snowboard, reproductores de mp3, chocolate con leche, jeans, zapatos y encendedores. Los productos M-Budget tienen un esquema de color de empaque estandarizado, que consiste en un fondo verde hierba con el logotipo de Migros en un pequeño texto blanco repetido sobre él.
Muchos de estos productos se producen en cantidades limitadas en lugar de como parte integral y permanente de la línea Migros. Que se conviertan en permanentes depende de su éxito. Esto, combinado con el considerable reconocimiento de marca del que posee Migros, transmite una cierta cantidad de atractivo para los productos más raros. Como resultado, los artículos de M-Budget a veces se considerarán coleccionables, ya que no siempre es seguro que se volverán a producir.
Para promocionar la gama, a principios de la década de 2000, Migros desarrolló M-Budget Party con entradas que cuestan 9,90 CHF, incluidas bebidas sin alcohol (cola, limonada y zumo de naranja) y aperitivos (patatas fritas, chocolate y pasteles) gratuitos.
En 2005, junto con Swisscom, Migros lanzó M-Budget Mobile, un operador de red virtual móvil MVNO de pago por uso.
También en 2005, Migros introdujo una línea prémium llamada Migros Sélection, que presenta en su mayor parte productos alimenticios típicamente asociados con presupuestos más altos y preparados de diferentes formas que las disponibles en el inventario general. Los productos Sélection también tienen su envase distintivo, con esquemas de color blanco perla y dorado.
En abril de 2006, Migros anunció la tarjeta de crédito M-Budget, una iniciativa entre la Federación de Cooperativas de Migros, GE Money Bank y MasterCard, originalmente con una tasa anual de 4,40 francos suizos, que es baja en comparación con las tasas anuales de las tarjetas de crédito de 100 francos suizos por año. una tarjeta de crédito MigrosBank MasterCard Argent. La tarjeta estaba lista en el otoño de 2006. Después de que Coop, el mayor competidor de Migros, anunciara una tarjeta de crédito sin tasa anual, Migros eliminó su cargo anual. Migros anunció más tarde los detalles completos de la tarjeta de crédito, tendrá una TAE del 9,9% y la posibilidad de ganar puntos Cumulus (1 punto por 2 francos).

## Compañías

Logotipo de Migros Bank

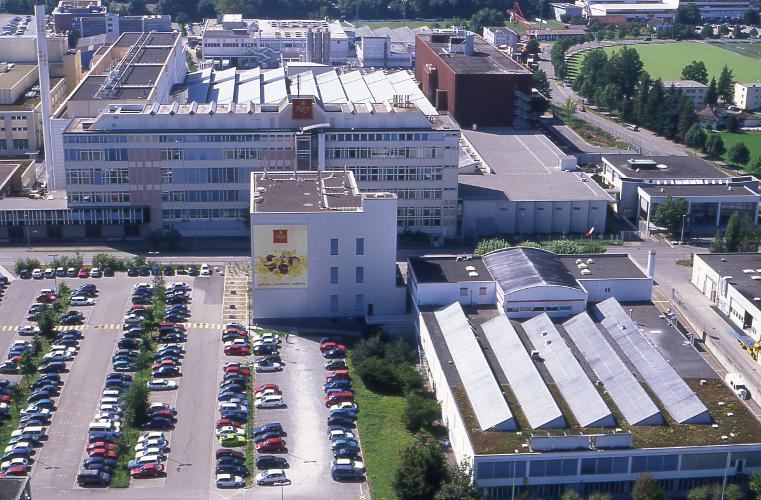
La sede de Frey, el fabricante de chocolate de Migros, en Buchs

- Migros: supermercados e hipermercados
- Denner: tiendas de descuento (compró el 70% de participación en 2007, se convirtió en una subsidiaria de propiedad total en 2009)
- Migros Online: supermercado en línea (la cooperación comenzó en 2004, compró una participación del 80% en 2006)
- Migrol: gasolineras
- Migrolino: tiendas de conveniencia
- melectronics: electrónica de consumo
- Do it + Garden: tiendas de bricolaje y jardinería
- Obi: tiendas de bricolaje y jardinería
- Activ Fitness y FitnessPark: gimnasios
- Micasa: tiendas de muebles y decoración
- Migros Bank: banco (es el quinto más grande de Suiza)
- Golfpark: campos de golf
- Change Migros: cambio de moneda
- Ex Libris: librerías
- Migros Klubschule: centros de educación para adultos
- SportXX: tiendas de deportes
- Bike World: tienda de bicicletas
- Medbase : centros médicos
- Misenso: óptica y audición
- Bestsmile: ortodoncia transparente
- Migros Magazin: revista comercial de la empresa
- Hotelplan: agencias de viajes
- Digitec Galaxus: tiendas en línea de electrónica de consumo y telecomunicaciones, artículos para el hogar, bricolaje, jardinería y deportes

### Migros Industrie
Una gran parte de los productos vendidos en los supermercados Migros son producidos por sus propias empresas (Migros Industrie), principalmente en Suiza. En 2017, Migros Industrie comprende 32 empresas, 25 de las cuales están en Suiza, y producen más de 20.000 productos para los supermercados Migros.

Las empresas de Migros Industrie incluyen:
- Aproz: aguas minerales, bebidas de frutas, zumos de frutas
- Bischofszell: té helado, zumos de frutas, comida preparada, croquetas, mermeladas
- Delica: cafés, frutos secos, nueces, especias
- Estavayer Lait SA (ELSA): leche, yogures
- Chocolat Frey: chocolate, chicles
- Jowa: panes, pasteles
- La Risiera: arroces
- Mibelle: productos cosméticos, grasas dietéticas
- Micarna: carne y pescado
- Midor: galletas y helados
- Mifroma: quesos Raccard, Gruyère, Appenzeller y fondue

Los productos de Migros Industrie se exportan a cincuenta países, incluida China (bajo el nombre Orange Garten, Chino: 欧瑞家; pinyin: Ōuruìjiā).

### Grupo Globus (anteriormente propiedad de Migros)
Globus Group se convirtió en parte de Migros en 1997, pero se vendió a Signa Holding y Central Group en 2020.
- Interio: tiendas de muebles
- Globus: grandes almacenes de gama alta
- Globus Herren: tiendas de ropa masculina
- Office World: material de oficina

## Subito
Después de algún tiempo, como su principal competidor Coop, Migros también siguió la idea de la caja de autoservicio.

## Competencia
El principal competidor de Migros, Coop (la segunda cadena de supermercados más grande de Suiza), también tiene una estructura cooperativa como Migros, pero con una organización más centralizada. Los competidores más pequeños incluyen la cadena de grandes almacenes Manor y, más recientemente, Aldi. Aldi, un grupo de supermercados muy grande a nivel internacional, abrió sus primeras tiendas suizas en 2005 y, por lo tanto, opera solo unas pocas sucursales en 2015. Otro competidor, Lidl, estableció sus primeros supermercados suizos en marzo de 2009.
En enero de 2007, Migros adquirió el 70% de las acciones de Denner, fusionando la mayor y la tercera cadena minorista de alimentos en Suiza. Según ambas empresas, la medida se llevó a cabo para que la cadena Denner pudiera competir mejor con la creciente competencia extranjera.

## Críticas
Algunos críticos como Sorgim, una organización suiza sin fines de lucro (su nombre es Migros al revés), afirman que Migros ha perdido contacto con los ideales de su fundador. Dicen que la cooperativa no está gobernada democráticamente por sus miembros como una vez fue imaginada por Gottlieb Duttweiler. Se argumenta que, en cambio, a través de varias enmiendas a los estatutos, ahora es la junta ejecutiva la que decide sobre todos los asuntos y políticas comerciales importantes.